# Maldito Ramírez

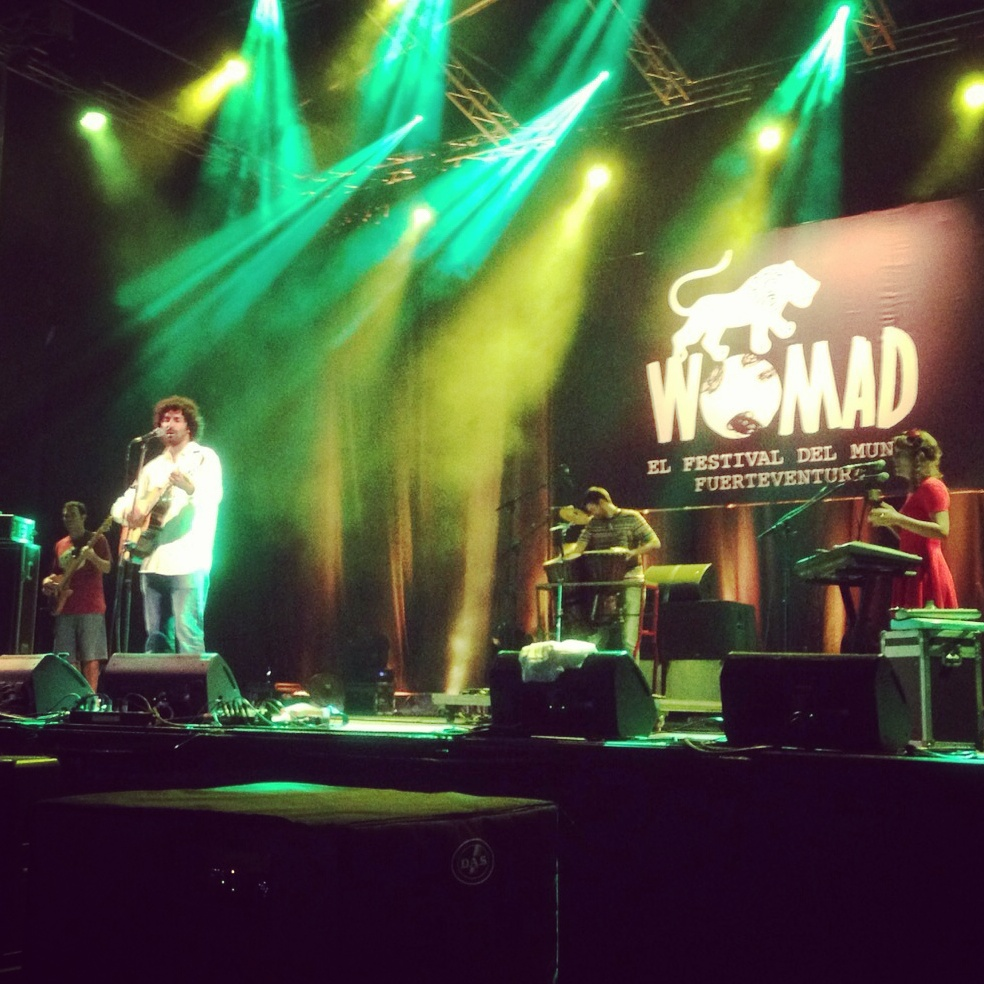
Maldito Ramírez en el WOMAD en 2015

Francisco Ramírez, conocido artísticamente como Maldito Ramírez (Las Palmas de Gran Canaria, 2 de enero de 1984), es un cantautor canario de un estilo ecléctico entre indie y fresh folk canario marcados a ritmo de timple,

## Biografía
Nació el 2 de enero de 1984 en Las Palmas de Gran Canaria. Vivió entre la capital de Gran Canaria y la Salinetas. En su adolescencia estuvo en un grupo tributo a Rage Against the Machine, desarrollando desde edades tempranas su parte artística. 
Estudió psicología en la Universidad Pontificia de Salamanca. Es un referente en las islas Canarias como psicólogo especializado en terapia de las adicciones y sexual. Pasó una década viviendo fuera de Canarias, teniendo un periplo por la Península, Holanda, Chile, Brasil y Argentina, donde se empapó de distintos estilos musicales a la par de vivencias que le inspiraron para sus creaciones musicales.

## Carrera

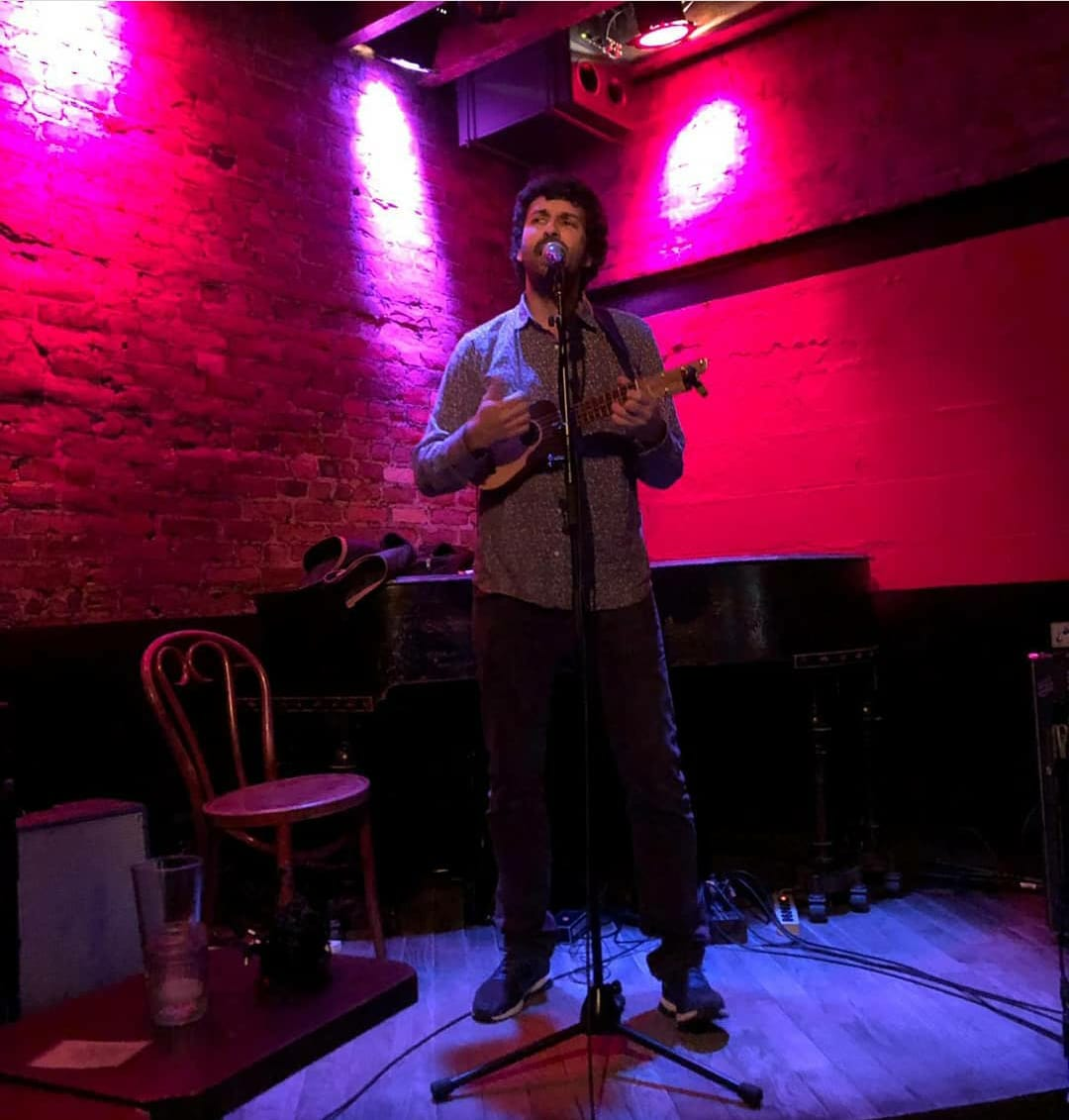
Maldito Ramírez en el Rockwood Music Hall de Nueva York

Maldito Ramírez lanza su álbum debut, Jack Barba, en julio de 2014. Dicho álbum le abre las puertas a festivales del circuito local (como en el festival de Bioagaete, donde ha actuado en diversas ocasiones y NoSoloRock) e internacional (WOMAD)...
Algunas de sus canciones también pasan a formar parte de la B.S.O del documental Maresía.
En julio de 2016 lanza su segundo trabajo, Turquesa. Incluso ha llegado a estar dentro de la lista de los 40 principales de ClickandRoll en octubre de 2016, con el sencillo Searching a mulata, que llega al primer puesto.
Ha dado conciertos de la ruta PlayaViva en la costa capitalina, y cuenta con multitud de actuaciones entre las cuerdas de su timple tanto en Canarias como en la Península.  En 2017 actuó en el festival Lava Circular en El Hierro. Ha actuado en diversas ocasiones en el festival Bioagaete. Incluso ha actuado en el Rockwood Music Hall en Nueva York.

### Discografía
- Jack Barba (2014)
- Turquesa (2016)
- Tuno Indio (2019)

### Sencillos
- En el Infierno (2014)
- Vuelve a darle al on (2016)